# Les Ponts d'Asnières
Les Ponts d'Asnières est un tableau réalisé par le peintre néerlandais Vincent van Gogh en 1887. Cette huile sur toile est un paysage urbain qui représente deux ponts franchissant la Seine à Asnières-sur-Seine, en région parisienne, en France. L'ouvrage d'art barrant le haut de la composition est emprunté par un train de voyageurs alors qu'une femme portant une ombrelle rouge passe au-dessous sur un quai en surplomb de barques vides. L'œuvre est aujourd'hui conservée à la Fondation et Collection Emil G. Bührle, à Zurich, en Suisse.